# 威廉斯堡 (肯塔基州)
威廉斯堡（英語：Williamsburg），是美國肯塔基州的一座城市，位於惠特利郡（Whitley County）。根據2000年的人口普查，當地有5,143人。
威廉斯堡成立於1818年，是為紀念開拓者威廉·惠特利（William Whitley），他參加過印第安戰爭和1812年戰爭。在泰晤士河之役中他率領部隊大敗敵人，但他亦付出了自己的生命。在1818年, 為紀念他的功績，人們成立了惠特利郡和威廉斯堡，而惠特利郡郡廳以及康柏萊大學（University of the Cumberlands）亦是設立在威廉斯堡。
堪薩斯州的威廉斯堡位於北纬36°44'12"、西经84°9'53"，總面積12.4平方公里，12.1平方公里為土地，其餘為水面。
威廉斯堡總人口中的96.46%為白人、0.21%為印第安人、1.73%為黑人、0.35%為亞洲人。